# Дуглас Коутиньо
Дуглас Коутиньо Гомес ди Соза (порт. Douglas Coutinho Gomes de Souza; родился 8 февраля 1994 года в Волта-Редонда, Бразилия) — бразильский футболист, нападающий.

## Биография
Дуглас — воспитанник клубов «Крузейро» и «Атлетико Паранаэнсе». 29 мая 2013 года в матче против «Крузейро» он дебютировал в бразильской Серии А, за последний. 22 мая 2014 в поединке против «Коринтианс» Коутиньо забил свой первый гол за «Атлетико». В начале 2016 года он на правах аренды перешёл в «Крузейро». 27 января в матче против «Крисиумы» Дуглас дебютировал за новый клуб. 9 марта в поединке против своего родного «Атлетико Паранаэнсе» он забил свой первый гол за «Крузейро».
Летом того же года Коутиньо был отдан в аренду португальской «Браге». 19 сентября в матче против «Бенфики» он дебютировал в Сангриш лиге, заменив во втором тайме Рикарду Орта.
В 2017 году вернулся в «Атлетико Паранаэнсе», где вновь сумел закрепиться в основе. Но в 2018 году Дуглас в очередной раз отправился играть в аренду — сначала в «Сеару», а затем за принципиальных соперников этой команды — «Форталезу». По окончании аренды срок контракта с «фураканом» у футболиста истёк и он стал свободным агентом.